# 10. Reserve-Division (Deutsches Kaiserreich)
Die 10. Reserve-Division war ein Großverband der Preußischen Armee im Ersten Weltkrieg.

## Gliederung

### Kriegsgliederung bei Mobilmachung 1914
- 77. Infanterie-Brigade
  - Füsilier-Regiment „von Steinmetz“ (Westpreußisches) Nr. 37
  - 7. Westpreußisches Infanterie-Regiment Nr. 155
- 18. Reserve-Infanterie-Brigade
  - Reserve-Infanterie-Regiment Nr. 37
  - Reserve-Infanterie-Regiment Nr. 46
- Reserve-Ulanen-Regiment Nr. 6
- Reserve-Feldartillerie-Regiment Nr. 10
- 1. und 2. Reserve-Kompanie/Niederschlesisches Pionier-Bataillon Nr. 5

### Kriegsgliederung vom 14. März 1918
- 77. Infanterie-Brigade
  - Füsilier-Regiment von Steinmetz (1. Westpreußisches) Nr. 37
  - Reserve-Infanterie-Regiment Nr. 37
  - 7. Westpreußisches Infanterie-Regiment Nr. 155
  - Maschinengewehr-Scharfschützen-Abteilung Nr. 10
  - 1. Eskadron/Reserve-Dragoner-Regiment Nr. 3
- Artillerie-Kommandeur Nr. 61
  - Reserve-Feldartillerie-Regiment Nr. 10
  - I. Bataillon/Reserve-Fußartillerie-Regiment Nr. 3
- Pionier-Bataillon Nr. 310
- Divisions-Nachrichten-Kommandeur Nr. 410

## Gefechtskalender

### 1914
- 22. bis 27. August – Schlacht bei Longwy-Longuyon und am Othain-Abschnitt
- ab 28. August – Stellungskämpfe um Verdun

### 1915
- 01. Januar bis 31. Dezember – Stellungskämpfe um Verdun

### 1916
- bis 20. Februar – Stellungskämpfe um Verdun
- 21. Februar bis 13. April – Schlacht um Verdun
- 14. April bis 8. Juni – Stellungskämpfe im Oberelsass
- 19. Juni bis 29. September – Stellungskämpfe in der Champagne
- 30. September bis 14. Oktober – Schlacht an der Somme
- ab 15. Oktober – Stellungskämpfe vor Verdun

### 1917
- bis 7. Februar – Stellungskämpfe vor Verdun
- 08. bis 26. Februar – Stellungskämpfe in Lothringen
- 01. bis 14. März – Kämpfe an der Aisne
- 15. März bis 3. April – Stellungskämpfe an der Aisne
- 06. bis 16. April – Doppelschlacht an der Aisne und in der Champagne
- 18. April bis 22. Juli – Stellungskämpfe vor Verdun
- 22. Juli bis 7. August – Reserve der OHL bei Sedan
- 08. August bis 3. November – Stellungskämpfe bei Reims
- 03. bis 9. November – Stellungskämpfe nördlich der Ailette
- ab 10. November – Stellungskämpfe bei Reims

### 1918
- bis 7. März – Stellungskämpfe bei Reims
- 07. bis 20. März – Ruhezeit hinter der 18. Armee
- 21. März bis 6. April – Große Schlacht in Frankreich
- 07. bis 25. April – Kämpfe an der Avre und bei Montdidier und Noyon
- 25. April bis 26. Mai – Stellungskämpfe nördlich der Ailette
- 27. Mai – Erstürmung der Höhen des Chemin des Dames
- 27. Mai bis 13. Juni – Schlacht bei Soissons und Reims
- 14. Juni bis 4. Juli – Stellungskämpfe zwischen Oise, Aisne und Marne
- 15. bis 17. Juli – Angriffsschlacht an der Marne und in der Champagne
- 18. bis 25. Juli – Abwehrschlacht zwischen Soissons und Reims
- 26. Juli bis 3. August – Bewegliche Abwehrschlacht zwischen Marne und Vesle
- 04. bis 9. August – Stellungskämpfe an der Vesle
- 10. bis 25. August – Stellungskämpfe bei Reims
- 25. August bis 3. September – Stellungskämpfe an der Vesle
- 03. September bis 9. Oktober – Kämpfe vor der Siegfriedfront
- 19. bis 27. September – Kämpfe in der Siegfriedstellung
- 28. September bis 9. Oktober – Stellungskämpfe nördlich der Ailette
- 10. bis 12. Oktober – Kämpfe vor der Hunding- und Brunhildfront
- 13. Oktober bis 4. November – Kämpfe in der Hundingstellung
- 05. bis 11. November – Rückzugskämpfe vor der Antwerpen-Maas-Stellung
- ab 12. November – Räumung des besetzten Gebietes und Marsch in die Heimat

## Kommandeure
| Dienstgrad             | Name                   | Datum                             |
| ---------------------- | ---------------------- | --------------------------------- |
| Generalleutnant z. D.  | Hermann von Wartenberg | 02. August 1914 bis 28. Juni 1915 |
| General der Infanterie | Max von Bahrfeldt      | 29. Juni 1915 bis April 1916      |
| Generalleutnant        | Viktor Dallmer         | 03. April 1916 bis 6. Januar 1919 |